# Synagoge Atzgersdorf
Die Synagoge Atzgersdorf befand sich in der niederösterreichischen Gemeinde Atzgersdorf südlich von Wien an der Grenze zur Gemeinde Liesing. (Beide Orte wurden per 15. Oktober 1938 nach Groß-Wien eingemeindet.)

Die Synagoge im ursprünglichen Bauzustand nach ihrer Eröffnung 1900

## Lage
Die Synagoge befand sich an der früheren Adresse Karlsgasse 390, der heutigen Adresse Dirmhirngasse 112, westlich direkt neben der Südbahn, etwa hundert Meter nördlich der Rudolf-Waisenhorn-Gasse und damit wesentlich näher zum Zentrum von Liesing als zu jenem von Atzgersdorf. Diese Lage drückt ihre Funktion für beide Gemeinden aus. 1911 ist eine „mosaische Religionsstation“ für Liesing, nicht aber für Atzgersdorf belegt. Seit 1954 ist das ehemalige Areal der Synagoge Teil des südwestlichsten Wiener Gemeindebezirks, des 23., Liesing. 1938–1954 hatte es dem gleichnamigen, aber wesentlich größeren 25. Bezirk angehört.

## Geschichte
Die Synagoge wurde vom im Jahr 1886 gegründeten Bethausverein Minjan unter dem damaligen Vereinsvorstand Doktor Adolf Ettinger, einem Liesinger Rechtsanwalt, im Jahr 1900 errichtet. Eine Widmungstafel an der Fassade nannte den Anlass: Zur Ehre Gottes erbaut im Jahre 1900 zur Feier des 70. Geburtsfestes unseres Allergnädigsten Kaisers Franz Joseph I.

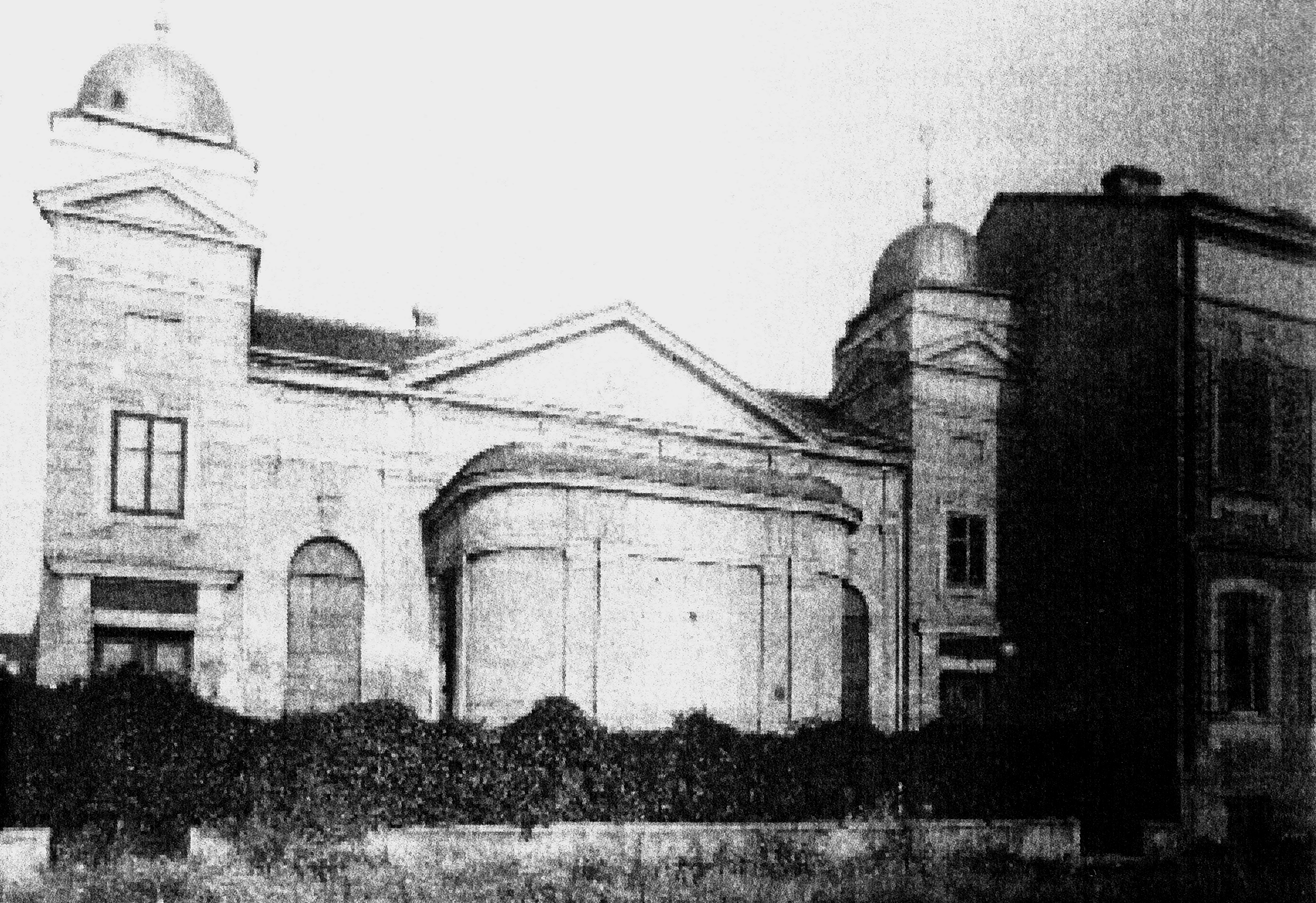
Das Gebäude nach dem Umbau 1922, Foto ca. 1930

Zuvor hatte sich 1867 bis 1876 für die jüdische Gemeinde ein Betsaal in der Liesinger Gasse 11 (heute Fröhlichgasse 12, östlich der Südbahn) befunden. Ab 1876 befand er sich an der Karlsgasse auf dem späteren Synagogenbauplatz.
Auf diesem Grundstück wurde das Bauwerk vom Architekten Richard Esriel aus Wien geplant, mit dem Bau wurde Stadtbaumeister Leonhard Bauer beauftragt. Die Fassade war im römischen Stil ausgeführt, an beiden Seiten befand sich je ein kleiner Turm mit Kuppeldach, in der Mitte der Fassade die Widmungstafel. Die Synagoge bot Platz für 120 Männer im Erdgeschoß und für ebenso viele Frauen im ersten Stock. Weiters gab es je eine Wohnung für den Religionslehrer und den Hausmeister sowie einen Sitzungssaal, in dem auch der Unterricht abgehalten wurde.
1922 wurde die Synagoge umgebaut und erweitert, wobei die mittleren beiden straßenseitigen Fenster verbaut wurden und die mittige Widmungstafel (siehe oben)  vermutlich ins Innere verlegt wurde. Einer der beiden Eingänge wurde stillgelegt.
Den Novemberpogromen 1938, welche nur der in einen Wohnblock integrierte Stadttempel im 1. Bezirk überstand, fiel auch die Atzgersdorfer Synagoge zum Opfer. Am 9. November 1938 wurde sie in Brand gesteckt. Der Amtsstelle der Bezirkshauptmannschaft Mödling zufolge wurde das Feuer von unbekannten Tätern gelegt.
Da „kein Besitzer erreichbar“ war (gemeint war die Israelitische Kultusgemeinde Mödling), erging am 24. November 1938 ein Bescheid an die Israelitische Kultusgemeinde Wien, die Brandruine der ehemaligen Synagoge in der Karlsgasse (der heutigen Dirmhirngasse) sofort abbrechen zu lassen. 1942 wurden durch den Baumeister Leopold Schumm aus Liesing auf dem Fundament der Synagoge Notwohnungen errichtet und dafür Baumaterial der Synagoge verwendet.

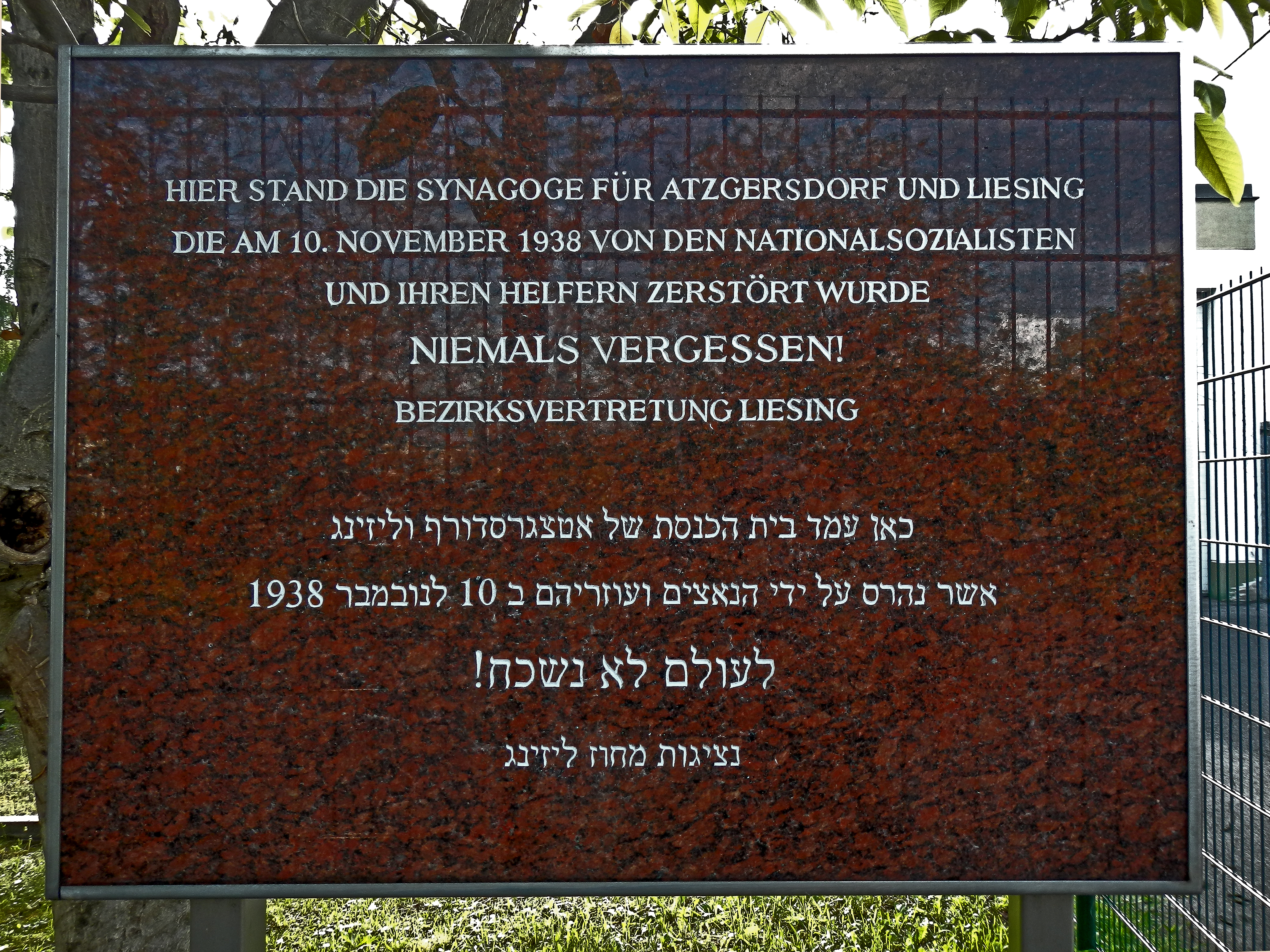
Gedenktafel

Geplante Bauarbeiten und Diskussionen um den Text verhinderten die Anbringung einer Gedenktafel in der Dirmhirngasse 112. Da keine Einigung mit den Eigentümern des Grundstücks erzielt werden konnte, wurde schließlich auf dem benachbarten städtischen Grundstück Dirmhirngasse 114 am 17. März 2005 von der Bezirksvorstehung Liesing eine Gedenktafel in Deutsch und Iwrith enthüllt.
Im November 2018 wurde eine fünf Meter hohe Skulptur errichtet, um an die Synagoge zu erinnern. Sie trägt einen Davidstern, der von Lukas Maria Kaufmann entworfen wurde, und eine Informationstafel. Die Skulptur gehört zu einer Reihe von ähnlichen 24 Erinnerungszeichen in Wien. Mit einem QR-Code kann eine virtuelle Rekonstruktion des verschwundenen Gebetshauses abgerufen werden.